# 애덤 매케이
애덤 매케이(영어: Adam McKay 1968년 4월 7일 ~ )는 미국의 영화 감독, 영화 제작자, 각본가이자 코미디언이다. 배우 윌 페럴과 협업하여 《앵커맨》(2004), 《디 아더 가이스》(2010) 등의 영화를 연출했다. 2015년에는 마블 코믹스 원작의 히어로 영화 《앤트맨》의 각본을 담당하게 된다.

## 작품 목록
- 앵커맨(2004) - 감독, 각본
- 디 아더 가이스(2010) - 감독, 제작, 각본
- 캠페인(2012) - 제작, 각본
- 헨젤과 그레텔: 마녀 사냥꾼(2013) - 제작
- 앵커맨: 더 레전드 컨티뉴(2013) - 감독, 각본
- 앤트맨(2015) - 각본
- 빅쇼트(2015) - 감독
- 바이스(2018) - 감독, 각본
- 돈 룩 업(2021) - 감독, 각본